# 暫時停止呼吸 (2016年電影)
是一部於2016年上映的美國恐怖驚悚片，由費德·阿瓦雷茲執導，並與羅多·西耶格斯共同撰寫劇本。由電影《屍變》的原班人馬山姆·雷米、勞勃·泰普特和阿瓦雷茲負責擔任監製及珍·莉薇負責擔任主演，其他主要演員則包括狄倫·明尼特、丹尼爾·佐瓦托和史帝芬·朗。
該片於2016年3月12日在西南偏南電影節上首映，2016年8月26日在美國上映。電影獲得普遍好評，並以低成本贏得優異的票房，而被視為票房黑馬。續集《暫時停止呼吸2》定於2021年8月13日在美國上映。

## 劇情
洛琪、亞歴克斯與錢鬼是生活在底特律貧民區的竊賊三人組，一直以來透過亞歴克斯父親經營的房屋安全系統公司，從其挑選目標住宅後拿備份鑰匙潛入，再將偷來的物品賣到黑市，計畫籌夠資金後搬去加州逍遙下半輩子。一日，錢鬼得到一條線報，荒廢住宅區中隱居一名退伍老兵，其女兒多年前死於車禍後從肇事對方家屬手中得到三十萬美元的和解金。不知深淺的洛琪一心想帶著妹妹蒂蒂離開她們的癮君子父母而一口答應，起初反對偷大筆現金的亞歴克斯在洛琪的懇求下也答應。目標住宅周圍荒無人煙以外，三人還得知該老兵還是因參戰而導致雙目失明的盲人，認為小事一樁後決定當晚下手。
深夜，三人麻醉盲人飼養的獵狗後，脫鞋走進去關掉警報器，將催眠瓦斯放給二樓房間中熟睡的盲人。洛琪發現客廳有一扇上鎖的門，錢鬼經不起誘惑而拿手槍加塑料瓶消音打斷鎖，卻不慎導致對槍聲敏感的盲人驚醒下樓。錢鬼試圖用槍威脅他，但盲人突然奪下他的槍，質問他們有多少人。錢鬼回答只有他自己後，盲人基於自衛而當場槍殺他，隨即立刻鎖死後門、釘住所有窗戶，走進衣櫥中將隱藏在牆內的保險箱設置新密碼。亞歴克斯趁盲人走後來到衣櫥找到受驚的洛琪，而洛琪也透過看到的密碼打開保險箱，拿走裡面的將近一百萬美金。盲人這時從地下室門回到客廳，開始搬運錢鬼的屍體，而洛琪和亞歴克斯只能屏住呼吸、輕輕進門走進地下室。然而，盲人嗅到地上的鞋子時發現還有其他人，回去後發現保險櫃已被洗劫一空。
兩人到地下室後突然遇到一個被捆綁封嘴、被囚禁在一個軟墊空間的女子，而洛琪通過該女子展示的報紙得知她身為撞死盲人女兒的肇事者辛蒂·羅伯茲，於是決定帶她一起離開。三人來到通往花園的地下室門口，然而早已守在門口的盲人迅速開槍，子彈卻不幸打中辛蒂而使她斃命。盲人發現她的遺體後突然開始抱著她痛哭，而洛琪和亞歴克斯開始往回跑，憤怒的盲人關掉地下室燈，兩人在黑暗中寸步難行，但對盲人而言則是輕車熟路。在一番漆黑的鬥爭中，亞歴克斯打昏盲人而和洛琪逃回客廳。然而，獵狗剛好從麻醉中甦醒，導致他們沒時間打開主門而逃到二樓的房間，洛琪靠爬進房間的通風管道逃走時，獵狗跑進來襲擊亞歴克斯使他掉出窗外，從天窗掉回工具房內。盲人衝回來拿園藝剪刀往亞歴克斯身上刺下去，卻刺錯錢鬼的屍體使他逃過一劫。
洛琪剛要爬出通風管道卻被盲人找到而抓回來打昏，盲人將她綁在關辛蒂的空間。當洛琪醒後，盲人表明辛蒂其實已經懷孕，讓她為自己生下一個孩子以償還被她撞死的女兒。盲男將辛蒂的屍體處理掉後，決定讓洛琪頂替死去辛蒂的工作，拿起噴管準備對洛琪實施人工授精，答應孕母工作完成後會將她放走。亞歴克斯及時回到地下室打傷盲人，救出洛琪後將他拷在地下室，但他們倆因為現場的偷竊痕跡與血漬而無法報警處理，決定回樓上打算動身離開。盲人用力拉斷手銬跑回樓上槍殺亞歴克斯，洛琪打開門往外跑時遭遇獵狗追逐，於是想辦法將牠困在錢鬼的汽車中。原本剛脫身的她卻再度被盲人擒獲，被他拖回房子裡。洛琪及時醒來並啟動房子的警報器擾亂盲人的聽力與動作，找準時機用重物將他打回地下室，使他掉下去後因槍枝走火而受傷昏過去。
洛琪最後趁警察來到前，拿上裝滿一百萬美金的背包溜之大吉，帶著錢與妹妹蒂蒂收拾東西離開家。姊妹倆準備搭火車搬去加州時，洛琪看電視新聞得知盲人受警察救治而倖存，警察將案件歸為他處於正當防衛槍殺兩名竊賊來處理。洛琪得知盲人沒有舉報她，甚至沒有舉報丟失過任何財物，她最後不想再理會原因後，立即帶著蒂蒂搭火車離開城市。

## 演員
| 演員                                   | 角色                                                 | 備註 |
| 珍·莉薇 Jane Levy                      | 洛琪 Rocky                                           | 一名精明能幹的女竊賊，身材嬌小而能夠自由爬進管道和窗戶，與朋友靠偷盜為生，決定有朝一日帶著妹妹離開她的父母。         |
| 史帝芬·朗 Stephen Lang                 | 諾曼·諾斯托姆／盲人 Norman Nordstrom / The Blind Man | 一名經歷過海灣戰爭的退伍老兵，雖然雙目失明，卻擁有過於常人的感官及戰鬥技巧，失去女兒後得到龐大慰問金而從此獨居在家。 |
| 狄倫·明尼特 Dylan Minnette             | 亞歴克斯 Alex                                        | 竊賊之一，能迅速拆解房屋警報器，其父親經營房屋安全公司，因此負責提供目標住宅的備份鑰匙。                             |
| 丹尼爾·佐瓦托 Daniel Zovatto           | 錢鬼 Money                                           | 竊賊團的首領，個性比較狂妄、莽撞，凡事一律向錢看，一向將偷來的物品高價賣出。                                         |
| 法蘭西絲卡·托羅希克 Franciska Törőcsik | 辛蒂·羅伯茲 Cindy Roberts                            | 一位富裕女性，當初意外撞死盲人的女兒，而遭到其綁票監禁。                                                             |
| 艾瑪·伯科維奇 Emma Bercovici           | 蒂蒂 Diddy                                           | 洛琪的妹妹，和姐姐是生命共同體。最終被其帶往洛杉磯。                                                                 |

## 發行
電影最先於2016年3月12日在西南偏南上首映後，螢幕寶石定於2016年8月26日在美國上映。

### 評價
電影贏得正面好評。爛番茄新鮮度高達88%，基於160條評論，平均分為7.1/10，Metacritic得分71，評價良好。IMDb則獲得7.2/10的普遍好評。主要受影評人稱讚電影在有限的空間和簡單的劇情下呈現出的飽滿緊張感。根據CinemaScore調查，觀眾的評價在A+至F間平均落在「B+」。

### 票房
美國首映週末票房為2640萬美元，遠超出預期的2000萬美元，並擊敗《自殺突擊隊》登上當週冠軍，表現極佳。第二週，以1583萬美元再度登冠。
| 上一届： 《自殺突擊隊》 | 2016年美國週末票房冠軍 第35-36周 | 下一届： 《薩利機長：哈德遜奇蹟》 |

## 翻拍和續集
由於《暫時停止呼吸》獲得了相當成功的口碑，使得演員維克拉姆有意將它翻拍成坦米爾語的印度版電影。2016年10月，阿瓦雷茲在Twitter上證實了這翻拍消息。該片有望由阿南德·香卡執導，並透過Studio Green來提供資金；據傳，維克拉姆打算在乌塔卡蒙德和科代卡纳尔拍攝。
2016年11月15日，阿瓦雷茲證實，《暫時停止呼吸》將推出續集。製片人山姆·雷米談到關於續集的計劃時，表示：「這只是我聽過最棒的續集主意，我沒在開玩笑。」

## 備註
1. 臺灣前譯「空房噤地」[4]。

## 外部連結
- 官方网站
- 互联网电影数据库（IMDb）上《暫時停止呼吸》的资料（英文）
- Box Office Mojo上《暫時停止呼吸》的資料（英文）
- Metacritic上《暫時停止呼吸》的資料（英文）
- 爛番茄上《暫時停止呼吸》的資料（英文）
- AllMovie上《暫時停止呼吸》的资料（英文）
- 開眼電影網上《暫時停止呼吸》的資料（繁體中文）
- 时光网上《暫時停止呼吸》的資料（简体中文）
- 豆瓣电影上《暫時停止呼吸》的資料 （简体中文）